# Marc-la-Tour
Marc-la-Tour is een plaats en voormalige gemeente in het Franse departement Corrèze (regio Nouvelle-Aquitaine) en telt 151 inwoners (2004). De plaats maakt deel uit van het arrondissement Tulle. Marc-la-Tour is op 1 januari 2019 gefuseerd met de gemeente Lagarde-Enval tot de gemeente Lagarde-Marc-la-Tour. 

## Geografie
De oppervlakte van Marc-la-Tour bedraagt 6,6 km², de bevolkingsdichtheid is 22,9 inwoners per km².
De onderstaande kaart toont de ligging van Marc-la-Tour met de belangrijkste infrastructuur en aangrenzende gemeenten.

## Demografie
Onderstaande figuur toont het verloop van het inwonertal (bron: INSEE-tellingen).